# Neocompsa gaumeri
Neocompsa gaumeri là một loài bọ cánh cứng trong họ Cerambycidae.